# 二進形式汎用気象通報式
二進形式汎用気象通報式（にしんけいしきはんようきしょうつうほうしき）、通称BUFR(Binary Universal Form for the Representation of meteorological data、バファー)とは、世界気象機関(WMO)が規定する国際的な気象通報の方式（気象通報式）。二進（バイナリ）データとしてファイルフォーマット化し伝送する方式。
各観測点から多数の気象要素を伝達する場合は、SYNOP、SHIP、METARなどを用いて使用しやすいようにしている。しかし、これとはまた異なる情報で、二進形式での伝達が効率の良いものが存在する。例えば、1要素について多数の観測点から集められてくる情報（実例：ウインドプロファイラ）や、平均値や平年差などの統計情報、数値予報に関係する格子点・計算値の情報（gpv,grib,grib2）などは、無駄の少ない二進形式が適している。

## BUFRの主な規定
WMO刊行の『Manual on Codes』(WMO-No.306)中、"Part B - Binary Codes"の節の中で規定されている。Section 0～5までの6つの大項目で規定される。
Section 0
CCITT IA5規定に基づいて、文字形式で"BUFR"であることを示す。また、全データのオクテット長を3オクテットで示し、BUFRのエディションを示す。8オクテット。
Section 1
エディション3では17オクテット、エディション4では22オクテットにわたり、日時やデータ形式などの必要な情報を盛り込む。
Section 2
WMOでは規定していないローカルのオプション。
Section 3
Section 4で記述されるデータ形式を示す部分。観測値かそうでないか、圧縮か非圧縮か、なども示される。
Section 4
データを記述するメインの部分。
Section 5
"7777"のみ。伝送の終了を示す。